# Strada 9 (Uruguay)
La strada 9 (in spagnolo: Ruta 9) è una strada statale uruguaiana che percorre la costa orientale del Paese sino alla frontiera con il Brasile. Con la legge 14.361 del 15 aprile 1975 stata intitolata al Colonnello Leonardo Olivera.
Oltrepassata la frontiera brasiliana la strada prosegue il suo percorso come autostrada federale BR-471.